# Scleria
Scleria Bergius é um género botânico pertencente à família Cyperaceae.
O gênero é composto por aproximadamente 560 espécies.

## Sinônimos
- Acriulus Ridl.
- Catagyna Hutch. & Dalziel
- Cryptopodium Schrad. ex Nees

## Principais espécies
| - Scleria acanthocarpa - Scleria albonigra - Scleria aromatica - Scleria arundinacea - Scleria bracteata - Scleria distans - Scleria hirtella - Scleria latifolia - Scleria melaleuca - Scleria microcarpa | - Scleria minima - Scleria mitis - Scleria panicoides - Scleria pterota - Scleria pratensis - Scleria plusiophylla - Scleria reticularis - Scleria secans - Scleria sylvestris - Scleria vaginata |

- «PPP-Index Lista completa»